# Scarabaeus sulcipennis
Scarabaeus sulcipennis là một loài bọ cánh cứng trong họ Bọ hung (Scarabaeidae).